# Atelodora
Atelodora is een geslacht van vlinders van de familie bladrollers (Tortricidae), uit de onderfamilie Tortricinae.

## Soorten
- A. agramma Lower, 1900
- A. pelochytana Meyrick, 1881